# Коритков Микола Гаврилович
Микола Гаврилович Коритков (17 грудня 1910, село Шустово, тепер Устюженського району Вологодської області, Російська Федерація — 4 вересня 2000, місто Санкт-Петербург, Російська Федерація) — радянський діяч, 1-й секретар Калінінського обласного комітету КПРС. Член ЦК КПРС у 1961—1981 роках. Депутат Верховної ради СРСР 6—9-го скликань.

## Біографія
Народився в селянській родині.
У вересні 1928 — лютому 1931 року — студент економічного факультету Ленінградського сільськогосподарського інституту.
У березні 1931 — лютому 1933 року — агроном, економіст сільськогосподарського тресту Ленінградської обласної Спілки споживчих товариств.
У лютому 1933 — січні 1936 року — технічний директор тваринницького радгоспу № 4 станції Шушари Октябрської залізниці.
У січні 1936 — березні 1939 року — старший агроном, директор Бадаєвського радгоспу Ленінградської області.
У березні — червні 1939 року — заступник директора 2-го Ленінградського свинарського тресту.
Член ВКП(б) з 1939 року.
У червні — жовтні 1939 року — курсант курсів молодших лейтенантів РСЧА.
У жовтні 1939 — травні 1940 року — заступник директора Ленінградського тресту молочних радгоспів.
У травні 1940 — липні 1941 року — директор овочемолочного радгоспу № 1 «Лесное» Ленінградської області.
У липні 1941 — грудні 1945 року — у Червоній армії, учасник німецько-радянської війни. Служив старшим помічником начальника 3-го відділу штабу 8-ї армії Волховського фронту, помічником начальника відділу штабу 3-го Білоруського фронту.
У грудні 1945 — березні 1950 року — директор Ленінградського тресту молочних радгоспів.
У березні — листопаді 1950 року — заступник завідувача сільськогосподарського відділу Ленінградського обласного комітету ВКП(б).
У листопаді 1950 — серпні 1956 року — начальник Ленінградського обласного управління сільського господарства.
У серпні 1956 — 27 січня 1960 року — секретар Ленінградського обласного комітету КПРС з питань сільського господарства.
27 січня — 13 жовтня 1960 року — 2-й секретар Ленінградського обласного комітету КПРС.
27 вересня 1960 — січні 1963 року — 1-й секретар Калінінського обласного комітету КПРС.
11 січня 1963 — 15 грудня 1964 року — 1-й секретар Калінінського сільського обласного комітету КПРС.
15 грудня 1964 — 18 грудня 1978 року — 1-й секретар Калінінського обласного комітету КПРС.
З грудня 1978 року — персональний пенсіонер союзного значення.
Помер 4 вересня 2000 року. Похований в Санкт-Петербурзі на Велико-Охтинському цвинтарі.

## Звання
- капітан
- майор

## Нагороди
- три ордени Леніна (22.06.1957, 16.12.1970, 14.02.1975)
- два ордени Трудового Червоного Прапора (31.12.1960, 30.04.1966)
- орден Вітчизняної війни ІІ ст. (6.04.1985)
- орден Червоної Зірки (1.04.1943)
- медаль «За бойові заслуги» (4.04.1943)
- медаль «За оборону Ленінграда» (1942)
- медаль «За перемогу над Німеччиною у Великій Вітчизняній війні 1941—1945 рр.» (1945)
- медалі